# Wewe Gombel
Wewe Gombel es un ser sobrenatural hembra o un fantasma vengativo en la mitología javanesa. Está dicho que secuestra niños.
Este mito está enseñado para animar niños para ser precavidos y a quedarse en casa por la noche. Tradicionalmente, el Wewe Gombel está representado como una mujer con pechos largos y colgantes. Las representaciones modernas incluyen colmillos de tipo vampiro. Es un espíritu popular que también aparece en cómics.

## Leyenda
El fantasma fue nombrado Wewe Gombel porque está relacionado con un acontecimiento que, según folclore antiguo, ocurrió en Bukit Gombel, Semarang, donde hace mucho tiempo vivía un matrimonio.  
Llevaban años casados, pero con el paso del tiempo el marido se dio cuenta de que su mujer era estéril y dejó de quererla. El marido se volvió caprichoso, descuidando su mujer y dejándole sola durante periodos largos de tiempo, de modo que ella vivía apenada. Un día lo siguió y lo sorprendió en una relación sexual con otra mujer. Dolida por la traición de su marido, se enfureció y lo mató. Ante el crimen, los vecinos enfurecidos se reunieron y la echaron del pueblo. Desesperada por el ostracismo y continuo acoso, se suicidó.
Tras su muerte, su espíritu vengativo se convirtió en Wewe Gombel. El folclore sudanés dice que habita en la copa de la palmera Arenga pinnata, donde tiene su nido y guarda los niños que atrapa. No les hace daño y una vez que están bajo sus garras no le tienen miedo.
Las tradiciones locales dicen que los niños que secuestra han sido maltratados o abandonados por sus padres. Trata a los niños con cariño, como lo haría una abuela, cuidándolos y protegiéndolos hasta que sus padres se arrepienten, momento en el que los devuelve.
Wewe Gombel tiene afinidades con el fantasma conocido como Hantu Kopek en el folclore malayo.

## Adaptaciones modernas
Wewe Gombel ha aparecido  en películas indonesias, como la película de 1988 Wewe Gombel  y la película de 2012 Legenda Wewe Gombel (La Leyenda de Wewe Gombel).
La serie antológica de HBO Asia Folclore presenta una adaptación de Wewe Gombel en el episodio "A Mothers Love".
Las representaciones de Wewe Gombel forman parte a veces de las fiestas populares locales.